# Västra öarna, Finland
Västra öarna med Trollön är öar i Finland. De ligger i Skärgårdshavet och i kommunen Kimitoön i den ekonomiska regionen  Åboland i landskapet Egentliga Finland, i den sydvästra delen av landet. Öarna ligger omkring 66 kilometer söder om Åbo och omkring 150 kilometer väster om Helsingfors.
Västra öarna består av främst:
- Trollön, 59°51′10″N 22°19′38″Ö / 59.8529°N 22.3272°Ö (37 ha)
- Grillskäret, 59°51′18″N 22°18′55″Ö / 59.855°N 22.3154°Ö (3 ha)
- Toronskäret, 59°51′15″N 22°20′18″Ö / 59.8543°N 22.3382°Ö (14 ha)
- Långön, 59°50′54″N 22°20′01″Ö / 59.8483°N 22.3335°Ö (28 ha)
- Kalskärs grunden, 59°51′04″N 22°20′58″Ö / 59.851°N 22.3495°Ö
- Kalskärs landen, 59°50′48″N 22°20′33″Ö / 59.8466°N 22.3424°Ö
- Granskären, 59°50′48″N 22°19′34″Ö / 59.8467°N 22.3261°Ö (4 ha)
- Pölsan, 59°51′27″N 22°18′34″Ö / 59.8574°N 22.3094°Ö (4 ha)
- Snåldön, 59°51′32″N 22°19′40″Ö / 59.859°N 22.3277°Ö
- Nölstön, 59°51′49″N 22°18′53″Ö / 59.8637°N 22.3147°Ö
- Metskär, 59°51′46″N 22°18′24″Ö / 59.8628°N 22.3066°Ö (2 ha)